# Гусарівка (Балаклійська міська громада)
Гуса́рівка — село в Україні, у Балаклійській міській громаді Ізюмського району Харківської області. Населення становить 1352 осіб.

## Географія
Територією села Гусарівка протікає річка Чепіль. Через село проходять автомобільні дороги Балаклія — Петрівське і Балаклія — Донець Т 2110 і Т 2121. На південно-західній околиці села Балка Гордієва впадає у річку Чепель.

## Археологія
На території Гусарівки археологами виявлено селище часів Київської Русі X—XIII ст. по Р. Х..

## Історія
- Перша згадка про Гусарівку відноситься до 1685 року.
- Село постраждало внаслідок геноциду українського народу, проведеного урядом СССР в 1932—1933 роках, кількість встановлених жертв Гусарівці та хуторі Веселому — 293 людей[1].
- В 1942 році, 12 травня командування Південно-Західного фронту почало наступальну операцію з метою звільнення Харкова. Німецько-нацистське командування, зосередивши великі сили, почало контрнаступальну операцію. 23 травня 1942 року армійська група «Клейст» і війська 6-ї польової армії в районі с. Гусарівка замкнули оточення. В результаті цих боїв радянські війська втратили близько 240 тис. осіб, 5060 снарядів, 775 танків.
- 12 червня 2020 року, відповідно до Розпорядження Кабінету Міністрів України  № 725-р «Про визначення адміністративних центрів та затвердження територій територіальних громад Харківської області», увійшло до складу Балаклійської міської територіальної громади[2].
- 19 липня 2020 року, в результаті адміністративно-територіальної реформи та ліквідації Балаклійського району, село увійшло до складу новоутвореного Ізюмського району[3].
- 27 березня 2022 року село було звільнено від військ РФ після його захоплення внаслідок російського вторгнення в Україну.[4][5]

## Пам'ятники
1980 року в селі встановлено пам'ятник «Захисникам Батьківщини» (скульптор М. Ф. Овсянкін).

## Відомі мешканці
- Майсеєв Станіслав Анатолійович (1993—2014) — герой АТО.
- Рижкова Лідія Григорівна — українська журналістка. Заслужений журналіст України.

## Також
- Перелік населених пунктів, що постраждали від Голодомору 1932-1933, Харківська область